# Smołdzino
Smołdzino (← poloneză, germană Schmolsin) este un sat din powiat-ul słupski, voievodatul Pomerania, Polonia, reședința comunei cu același nume. Din punct de vedere administrativ, este compus din două entități: Smołdzino și Człuchy. Are o populație de 984 de locuitori. Este străbătut de către râul Łupawa și înconjurat de păduri și lacuri. Se află în apropierea Mării Baltice (aproximativ 7 km de distanță).
La Smołdzino se află sediul central al Parcului Național Słowiński și mică centrală hidroelectrică pe Łupawa.
Numele satului vine probabil de la cuvântul polonez smoła însemnând smoală. A fost cunoscută în trecut că Smolino, Smolno (1281), Zmolzini (1282, Smoltzini (1288), Schmolsin (până în 1945).